# Ratko Radovanović
Ratko Radovanović, född 16 oktober 1956 i Nevesinje, dåvarande Jugoslavien, är en jugoslavisk basketspelare som tog tog OS-brons 1984 i Los Angeles. Detta var Jugoslaviens tredje medalj i rad i basket vid olympiska sommarspelen. Han var även med och tog tog OS-guld fyra år tidigare i Moskva.

## Klubbhistorik
- 1977-1983 Bosna
- 1983-1986 Stade Français
- 1986-1990 Reyer Venezia